# Олимпијада од Јерменије
Олимпијада  ( грч. Ὀλυμπιάς „ 4. веку - умрла 361)  такође позната као Олимпија, понекад позната и као Олимпија Старија  да би се разликовала од њене нећаке истог имена  била је хришћанска римска племкиња . Преко свог оца, Олимпија је била повезана са Константиновом династијом, а браком је била у сродству са династијом Арсакида у Јерменији .

## Породица и рани живот
Олимпијада је била Гркиња  била је ћерка богатог Крићанина Флавија Аблабија  и неименоване жене. Аблабије је био један од најважнијих римских сенатора Цариграда ; који је држао преторијанску префектуру Истока од 329. до 337./338. године, и служио као конзул 331. године, и био је активан римски политичар на Истоку и Западу. Имала је најмање једног познатог брата и сестру, брата по имену Селеук . Олимпијада је рођена и одрасла у Цариграду или Антиохији, пошто је њен отац током своје политичке каријере живео у Антиохији. Иако је њен датум рођења непознат, Олимпијада је можда рођена између 324. године, и 330. године, и мало се зна о њеном раном животу.

## Константинова династија
Како је Олимпијин отац стекао велики утицај на римског цара Константина I. Непосредно пре смрти цара Константина I, цар је заједно са Аблабијем договорио да Олимпијада буде верена за Констанса, једног од царевих синова. Када је цар Константин I умро у мају 337. године, наследили су га његови синови, а међу њима је био и Констанс. 338. године, због сукоба њеног оца са Констансовим братом царем Констанцијем II и његовог погубљења, цар Констанс I се никада није оженио са Олимпијадом. Докле год је цар Констанс I живео, бринуо се о Олимпији и живели су заједно као да је Олимпија била Констансова жена. 350. године, када је цар Констанс I умро, Олимпијада је и даље живела у Константинопољу са преосталим Констансовим рођацима.

## Супруга Аршака II од Јерменије
Римски клијент, краљ Аршакидске Јерменије Аршак II (Аршак II), био је веома фаворизован од цара Констанција II који је отпустио све јерменске порезе  на земље које су краљеви Јерменије поседовали у Малој Азији . Као знак обновљеног политичког савеза хришћанског аријанства  између Јерменије и старог Рима, цар Констанције II је дао Аршаку II Олимпијаду као царску невесту. Цар Констанције II у част Олимпије је исковао посебне медаље са портретом Олимпије, мајке грчког краља Александра Великог, а легенда о медаљама је била на латинском ОЛИМПИАС РЕГИНА или краљица Олимпија . Владајућег јерменског католикоса Светог Нерса I, послао је Аршак II из Јерменије да доведе Олимпијаду из Константинопоља назад у Јерменију да је ожени као своју жену.
Олимпија се сматра првом познатом женом Аршака II, пошто је пре његовог краљевања био ожењен непознатом женом од које је имао сина по имену Аноб . Свети Атанасије Александријски у писму упућеном анахоритима замера цару Констанцију II што је Олимпију удао за Аршака II. Атанасије замера цару Констанцију II, што је образована жена попут Олимпије предодређена да буде жена цара уздигнутог до достојанства варварског (страног) краља.
Када је Олимпија стигла у Јерменију са светим Нерсом I, Олимпија је била удата за Аршака II. Иако Олимпијада није имала деце са Аршаком II, чинило се да су имали срећан брак, јер је Аршак II волео Олимпијаду. Римљани су Олимпијаду сматрали легитимном женом Аршака II, јер је ова краљица задржала утицај на свог мужа. Аршак II је био веран римском и хришћанском савезу  и Олимпија је постала веома моћна, богата и утицајна жена у јерменском друштву.

## Фарнацема
Пошто је цар Констанције II умро 361. године, Јулијан Отпадник је наследио свог рођака по оцу као римски цар. Након Јулијановог приступања, Олимпијин утицај на њеног мужа учинио је да се његова верност поколеба. Аршак II се касније оженио јерменском племкињом Фарантземом, која је била удовица Аршаковог нећака, аршакидског принца Гнела . На персијски начин Аршак II је имао више од једне жене. Нешто након Фарантземине удаје за Аршака II, затруднела је. Године 360. Фарантзем је родила Аршаку II сина, коме су дали име Папас (Пап) . Папас је био једино познато дете рођено Фарантзему и једино познато дете рођено Аршаку II.
Фарантзем је била љута и имала је велику завист према Олимпији, Аршак II волео Олимпијаду више него Фарантзем. Аршак II је у извесној мери волео Фарантзему, али је Фарантзем мрзела Аршака II рекавши: „Физички је длакав, а његова боја је тамна“. Након рођења њеног сина, Фарантзем је сковаала заверу да убије Олимпијаду отровом. Фарантзем је организовала да Олимпијада буде отрована 361. године, отров је био у Светој Тајни причешћа дао свештеник  из краљевског двора. Олимпијада је била изузетно пажљива у томе одакле је прихватала храну и пиће јер је прихватала само храну и пиће које су јој нудиле њене слушкиње. Олимпијада је отрована кроз причешће.
Олимпијина смрт, била је један од разлога што је црква била потпуно отуђена од краљевског двора Аршака II, а свети Нерсес I, потпуно огорчен, није више виђен на краљевском двору за живота Арсака II. Фарантземини поступци према Олимпији довели су до тога да јерменска политика није била наклоњена хришћанским интересима и она је сматрана безбожном женом. Након смрти Олимпије, Фарантзема је постала јерменска краљица.